# Division II i fotboll 1940/1941
Division II i fotboll 1940/1941 bestod av fyra serier med 10 lag i varje serie. Det var då Sveriges näst högsta division. Varje serievinnare gick till kvalspel för att eventuellt flyttas upp till Allsvenskan och de två sämsta degraderades till Division III. Det gavs 2 poäng för vinst, 1 poäng för oavgjort och 0 poäng för förlust.

## Serier

### Norra
| Nr | Lag                | S  | V  | O | F  | GM | IM | MS  | P  |
| -- | ------------------ | -- | -- | - | -- | -- | -- | --- | -- |
| 1  | Reymersholms IK    | 18 | 12 | 3 | 3  | 49 | 20 | +29 | 27 |
| 2  | Djurgårdens IF     | 18 | 12 | 3 | 3  | 38 | 20 | +18 | 27 |
| 3  | Sandvikens AIK     | 18 | 12 | 1 | 5  | 49 | 24 | +25 | 25 |
| 4  | Hammarby IF (N)    | 18 | 9  | 3 | 6  | 41 | 30 | +11 | 21 |
| 5  | Sundbybergs IK (U) | 18 | 8  | 3 | 7  | 34 | 43 | −9  | 19 |
| 6  | Ludvika FFI        | 18 | 6  | 3 | 9  | 51 | 42 | +9  | 15 |
| 7  | Gefle IF           | 18 | 6  | 3 | 9  | 23 | 36 | −13 | 15 |
| 8  | Hofors AIF (U)     | 18 | 5  | 3 | 10 | 23 | 43 | −20 | 13 |
| 9  | Värtans IK         | 18 | 4  | 4 | 10 | 24 | 33 | −9  | 12 |
| 10 | Nynäshamns IF      | 18 | 1  | 4 | 13 | 11 | 51 | −40 | 6  |

Reymersholms IK gick vidare till kvalspel till Allsvenskan och Värtans IK och Nynäshamns IF flyttades ner till division III. De ersattes av IK Brage från Allsvenskan och från division III kom Ljusne AIK och IFK Lidingö.

### Östra
| Nr | Lag                | S  | V  | O | F  | GM | IM | MS  | P  |
| -- | ------------------ | -- | -- | - | -- | -- | -- | --- | -- |
| 1  | IFK Eskilstuna     | 18 | 15 | 2 | 1  | 75 | 21 | +54 | 32 |
| 2  | Örebro SK (U)      | 18 | 9  | 3 | 6  | 42 | 34 | +8  | 21 |
| 3  | Surahammars IF     | 18 | 9  | 2 | 7  | 33 | 25 | +8  | 20 |
| 4  | Hallstahammars SK  | 18 | 8  | 2 | 8  | 31 | 27 | +4  | 18 |
| 5  | Åtvidabergs FF (U) | 18 | 8  | 2 | 8  | 42 | 45 | −3  | 18 |
| 6  | Finspångs AIK      | 18 | 8  | 2 | 8  | 39 | 46 | −7  | 18 |
| 7  | IFK Västerås       | 18 | 6  | 5 | 7  | 26 | 38 | −12 | 17 |
| 8  | Mjölby AIF         | 18 | 5  | 4 | 9  | 21 | 34 | −13 | 14 |
| 9  | Husqvarna IF       | 18 | 5  | 2 | 11 | 27 | 37 | −10 | 12 |
| 10 | Örebro FFN1 (U)    | 18 | 4  | 2 | 12 | 23 | 52 | −29 | 10 |

IFK Eskilstuna gick vidare till kvalspel till Allsvenskan och Husqvarna IF och Örebro FF flyttades ner till division III. De ersattes av IK Sleipner från Allsvenskan och från division III kom IK City.

N1: Örebro FF bildades inför säsongen genom sammanläggning av Örebro IK, IFK Örebro och IK Svenske. Föreningen upplöstes efter säsongen, dess plats i division III övertogs av Örebro IK.

### Västra
| Nr | Lag             | S  | V  | O | F  | GM | IM | MS  | P  |
| -- | --------------- | -- | -- | - | -- | -- | -- | --- | -- |
| 1  | Gais            | 18 | 14 | 2 | 2  | 48 | 16 | +32 | 30 |
| 2  | Tidaholms GIF   | 18 | 10 | 4 | 4  | 57 | 32 | +25 | 24 |
| 3  | Örgryte IS (N)  | 18 | 9  | 5 | 4  | 36 | 30 | +6  | 23 |
| 4  | Karlskoga IF    | 18 | 9  | 3 | 6  | 49 | 32 | +17 | 21 |
| 5  | Skara IF        | 18 | 9  | 2 | 7  | 44 | 38 | +6  | 20 |
| 6  | Lundby IF (U)   | 18 | 8  | 1 | 9  | 36 | 45 | −9  | 17 |
| 7  | Deje IK         | 18 | 7  | 1 | 10 | 31 | 44 | −13 | 15 |
| 8  | Billingsfors IK | 18 | 6  | 1 | 11 | 33 | 35 | −2  | 13 |
| 9  | Varbergs BoIS   | 18 | 3  | 3 | 12 | 28 | 52 | −24 | 9  |
| 10 | Arvika BK (U)   | 18 | 3  | 2 | 13 | 26 | 64 | −38 | 8  |

Gais gick vidare till kvalspel till Allsvenskan och Varbergs BoIS och Arvika BK flyttades ner till division III. Från division III kom Karlstads BIK, Skogens IF och Waggeryds IK.

### Södra
| Nr | Lag                  | S  | V  | O | F  | GM | IM | MS  | P  |
| -- | -------------------- | -- | -- | - | -- | -- | -- | --- | -- |
| 1  | Halmstads BK         | 18 | 13 | 2 | 3  | 44 | 20 | +24 | 28 |
| 2  | IS Halmia            | 18 | 12 | 0 | 6  | 56 | 24 | +32 | 24 |
| 3  | Kalmar AIK (U)       | 18 | 9  | 3 | 6  | 42 | 41 | +1  | 21 |
| 4  | Höganäs BK           | 18 | 9  | 2 | 7  | 40 | 38 | +2  | 20 |
| 5  | IFK Kristianstad (U) | 18 | 6  | 5 | 7  | 41 | 42 | −1  | 17 |
| 6  | IFK Malmö            | 18 | 6  | 4 | 8  | 36 | 34 | +2  | 16 |
| 7  | BK Landora           | 18 | 6  | 4 | 8  | 26 | 44 | −18 | 16 |
| 8  | Olofströms IF        | 18 | 6  | 3 | 9  | 34 | 40 | −6  | 15 |
| 9  | IFK Värnamo          | 18 | 5  | 2 | 11 | 24 | 40 | −16 | 12 |
| 10 | Malmö BI             | 18 | 3  | 5 | 10 | 22 | 42 | −20 | 11 |

Halmstads BK gick vidare till kvalspel till Allsvenskan och IFK Värnamo och Malmö BI flyttades ner till division III. Från division III kom IFK Trelleborg och Nybro IF.

## Kvalspel till Allsvenskan
| Lag 1           | Totalt        | Lag 2          | Möte 1 | Möte 2 |
| Reymersholms IK | 5–4 (PO: 3–1) | IFK Eskilstuna | 3–0    | 2–4    |
| Gais            | 5–2           | Halmstads BK   | 3–0    | 2–2    |

Den tredje matchen mellan Reymersholms IK och IFK Eskilstuna spelades eftersom bortamålsregeln inte användes vid denna tid. Matchen spelades på neutral plan i Råsunda municipalsamhälle. Reymersholms IK och Gais till Allsvenskan 1941/42. IFK Eskilstuna och Halmstads BK fick fortsätta spela i division II.